# St Boswells
St Boswells est un village situé dans les Scottish Borders, en Écosse.